# Tëploe
Tëploe är en sjö i Antarktis. Den ligger i Östantarktis. Australien gör anspråk på området. Tëploe ligger 401 meter över havet. Arean är 1,4 kvadratkilometer. Den sträcker sig 7,4 kilometer i nord-sydlig riktning, och 6,5 kilometer i öst-västlig riktning.